# Argen und Feuchtgebiete südlich Langnau
Das Gebiet Argen und Feuchtgebiete südlich Langnau war ein durch das Regierungspräsidium Tübingen nach der Richtlinie 92/43/EWG (Fauna-Flora-Habitat-Richtlinie) ausgewiesenes Schutzgebiet (SG-Nummer DE-8323342) im Südosten des deutschen Bundeslandes Baden-Württemberg. Es ist im Jahr 2015 durch Zusammenlegung mit dem FFH-Gebiet Moore und Weiher um Neukirch im FFH-Gebiet Argen und Feuchtgebiete bei Neukirch und Langnau aufgegangen.

## Lage
Das rund 508 Hektar (ha) große Schutzgebiet Argen und Feuchtgebiete südlich Langnau gehörte naturräumlich zum Bodenseebecken und Westallgäuer Hügelland. Seine zwölf Teilflächen lagen auf einer Höhe von 394 bis 564 m ü. NHN und erstreckten sich zu 82 Prozent (= 416,95 ha) im Bodenseekreis (Gemeinden Kressbronn am Bodensee, Langenargen, Neukirch und Stadt Tettnang) sowie zu 18 Prozent (= 91,53 ha) im Landkreis Ravensburg (Gemeinde Achberg und Stadt Wangen).
Im Wesentlichen umfassten die Teilflächen das Tal der Argen zwischen dem Zusammenfluss der Oberen- und Unteren Argen bei Neuravensburg und ihrer Mündung in den Bodensee zwischen Kressbronn und Langenargen, das Naturschutzgebiet Berger Weiher, den Degersee, den Hammerweiher, den Hermannsberger Weiher, den Langmoosweiher, den Muttelsee, das Naturschutzgebiet Schachried, den Schlein- und den Wielandssee.

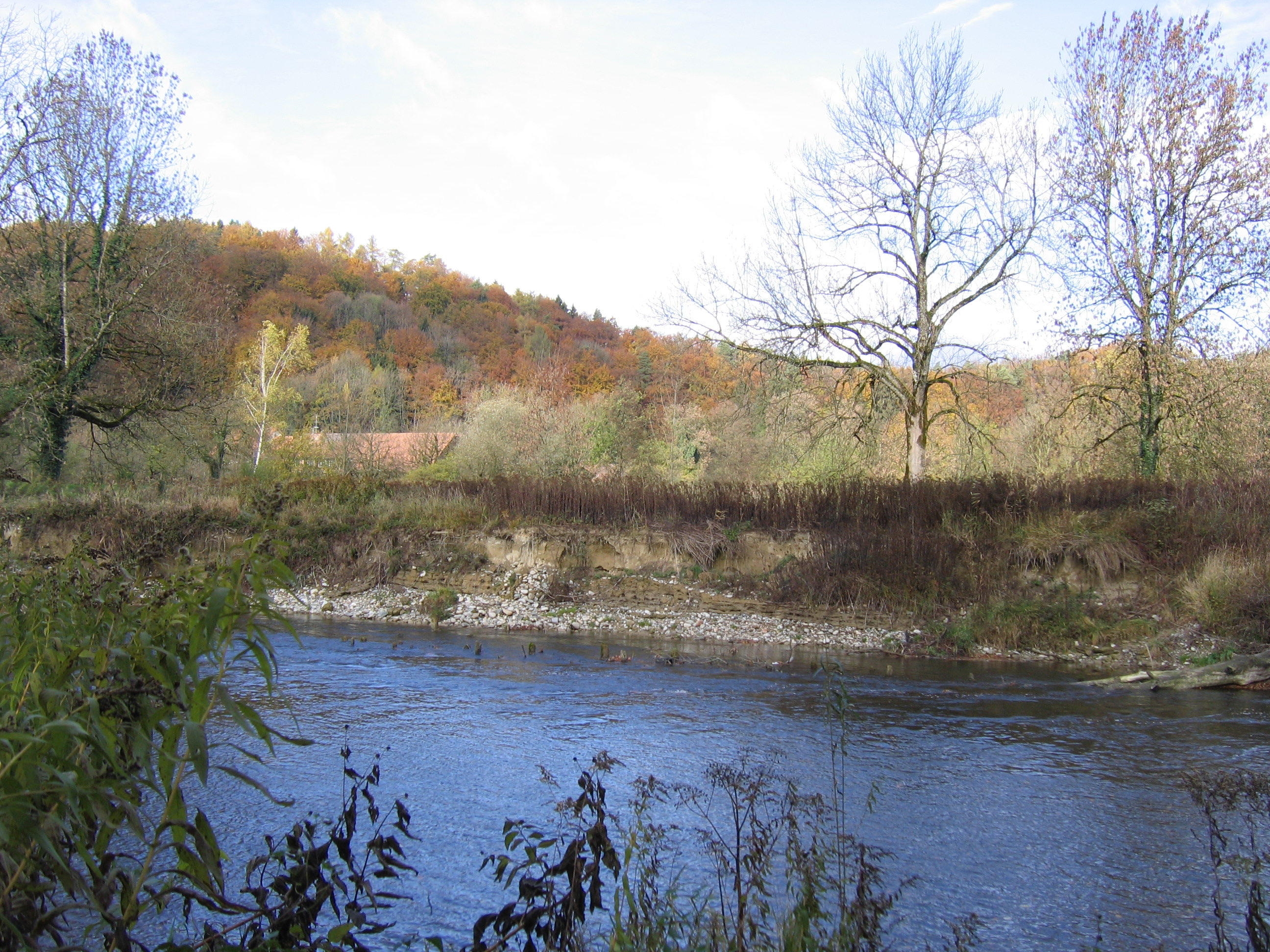
Argen
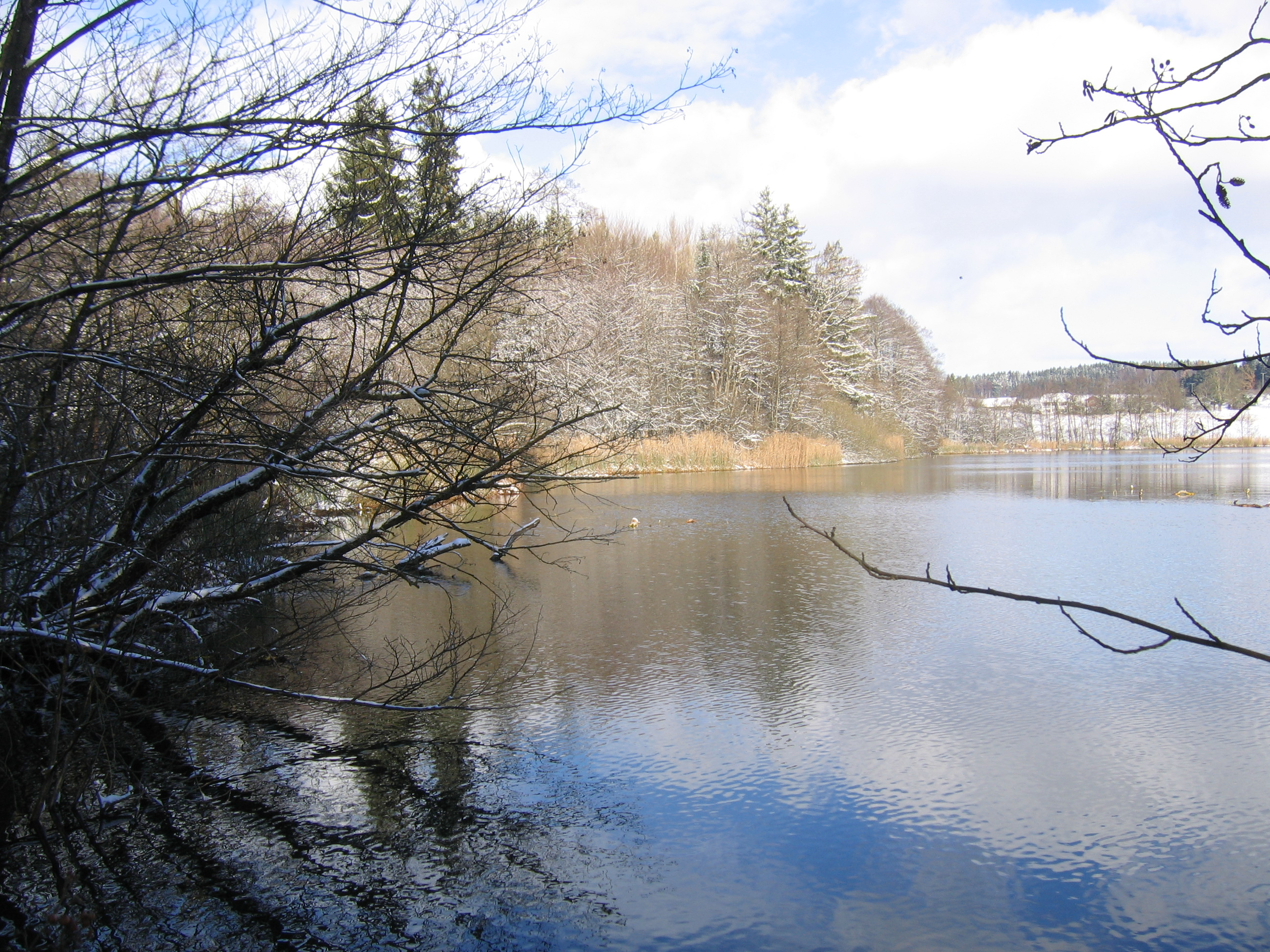
Degersee
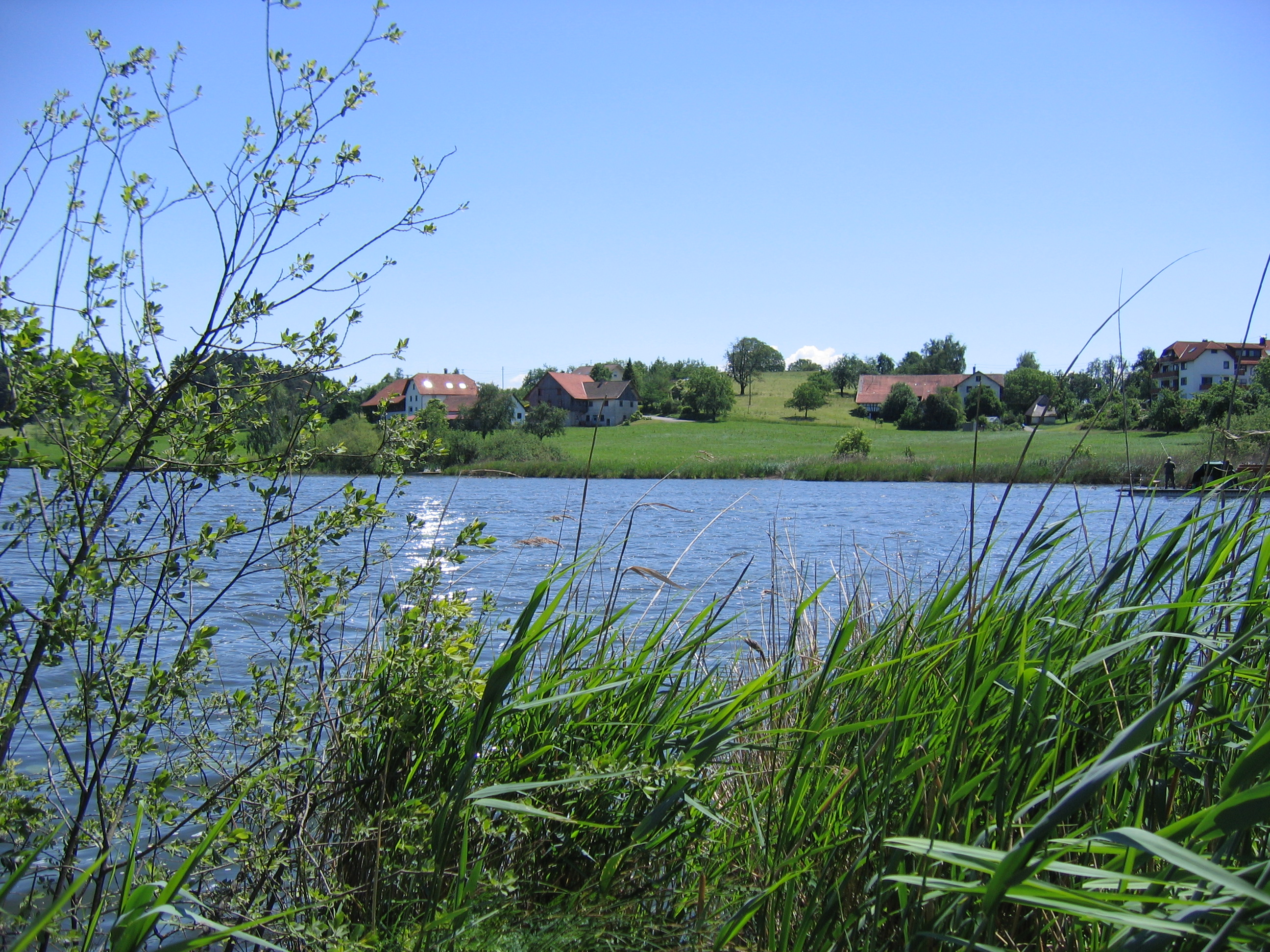
Muttelsee
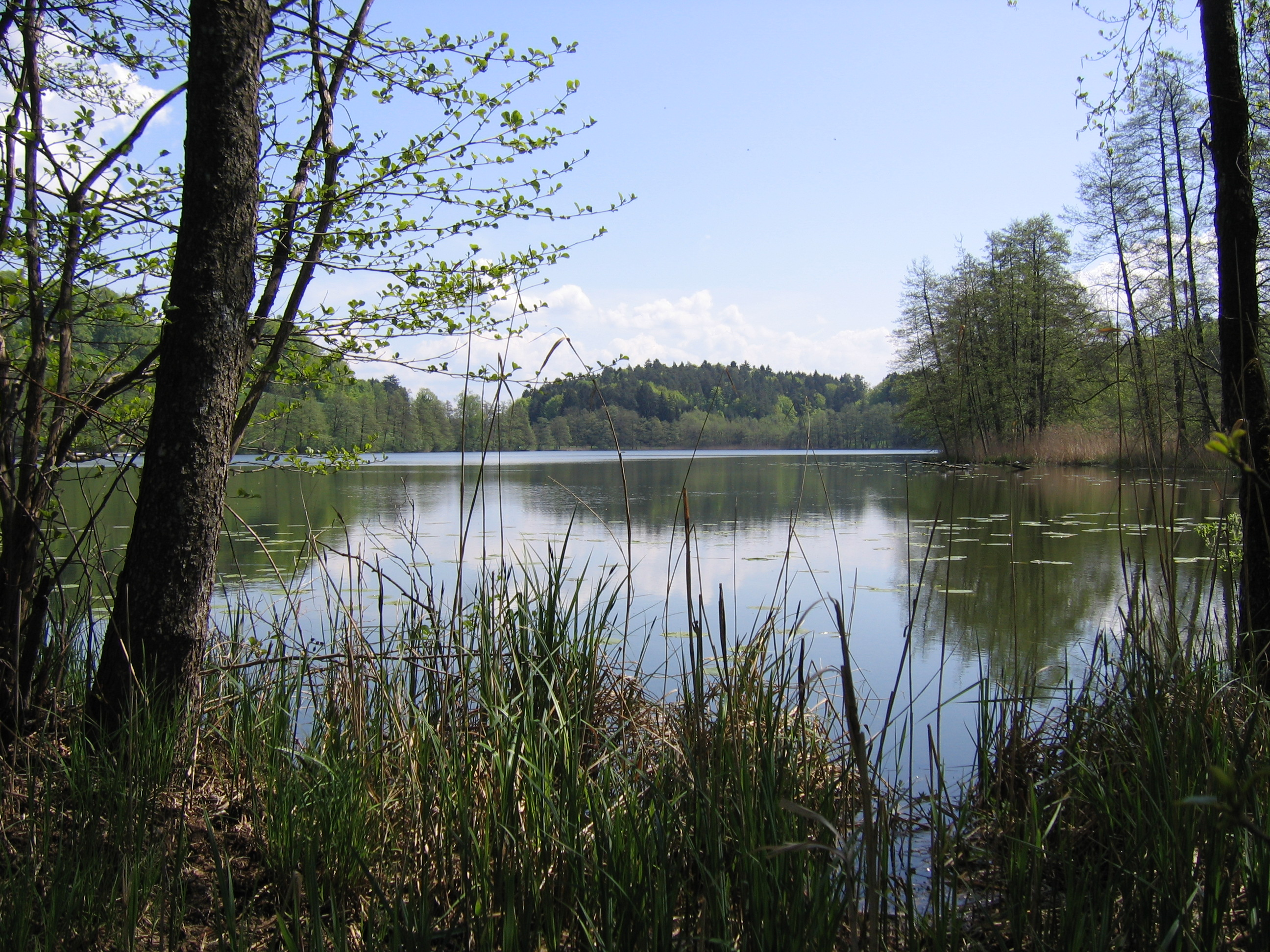
Schleinsee
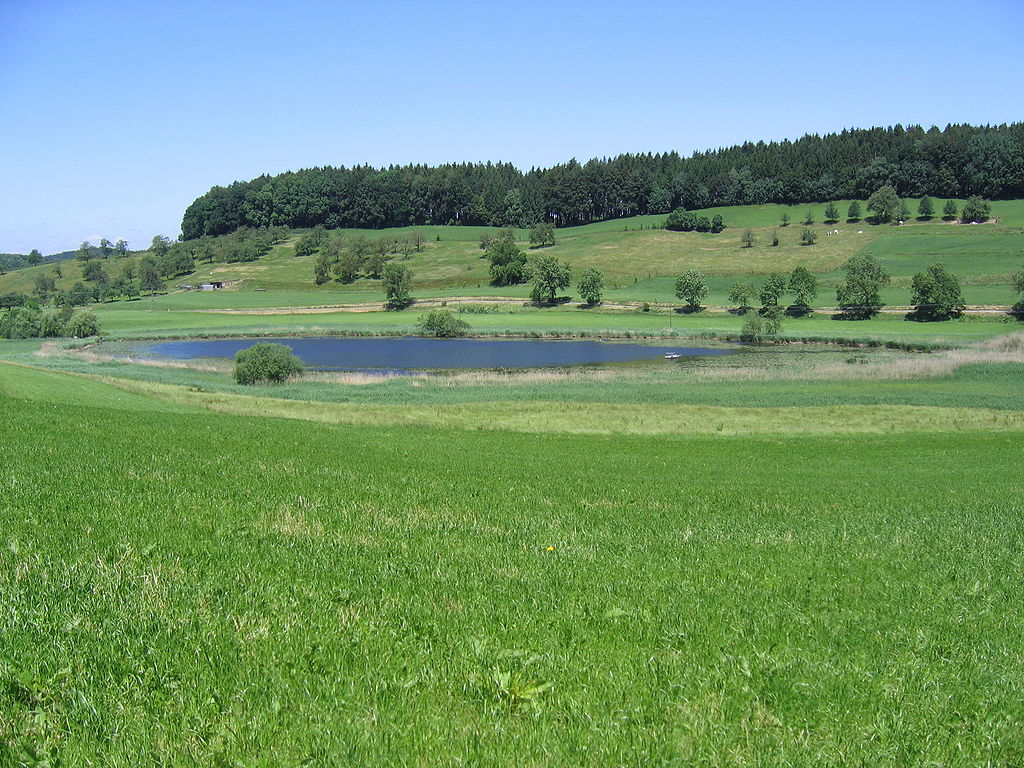
Wielandssee

## Schutzzweck
Wesentlicher Schutzzweck war die Erhaltung der naturnahen, alpin beeinflussten Flusslandschaft mit dem natürlichen Flusslauf der Argen und den angrenzenden bzw. nahegelegenen naturnahen Seen und Niedermoorkomplexen. Als Zeugnis einer noch weitgehend unverfälschten Wildflusslandschaft ist sie von überregionaler Bedeutung.

### Lebensräume
Die Vielfalt von Lebensraumtypen, in weiten Bereichen noch weitgehend naturnah, und die vielfach unverfälschte Siedlungsstruktur mit Elementen traditioneller Landnutzung sind vernetzende Elemente zwischen Voralpen und Bodensee. Das Schutzgebiet zeichnet sich hauptsächlich durch folgende Lebensräume aus: Mischwald (22 %), Feuchtes und mesophiles Grünland (20 %), Binnengewässer, Laub- und Nadelwald sowie Nicht-Waldgebiete mit hölzernen Pflanzen (je 11 %).

### Zusammenhängende Schutzgebiete
Folgende elf Schutzgebiete sind Bestandteil des FFH-Gebiets:
| Nr.          | Name | Ort/e                                                        | Flächenanteil [%] | Bild |
| ------------ | --- | ------------------------------------------------------------ | ----------------- | ---- |
| LSG 4.36.051 | Achberg Argentalnordhang mit weiter Umgebung. | Achberg                                                      | 3                 |      |
| NSG 4.282    | Argen Naturnahes Flusstal mit Au- und Sumpfwäldern, verlandenden Tümpeln, Mooren und Sümpfen, Röhrichtbeständen, Streu- und Feuchtwiesen, Kiesbänken, Quellbereichen, Riedflächen und Feuchtwiesen, zahlreichen unverfälschten, natürlichen oder naturnahen Prall-, Gleit- und Rutschhängen. | Achberg, Kressbronn, Langenargen, Neukirch, Tettnang, Wangen | 53                |      |
| LSG 4.35.002 | Argenaue Reutenen Vorgeschichtliches Flussbett mit Relief und durch Baumgruppen und Streuwiesen unterbrochenen landwirtschaftlichen Nutzflächen. | Langenargen                                                  | 1                 |      |
| NSG 4.315    | Berger Weiher Kalkflachmoorkomplex in der Talsenke eines ehemaligen Weihers mit Nass- und Pfeifengraswiesen und den dort beheimateten Tagfaltern. | Kressbronn-Berg                                              | 1                 |      |
| NSG 4.206    | Birkenweiher Ein zum Teil als Streuwiese genutztes Kleinseggenried. | Tettnang                                                     | 2                 |      |
| LSG 4.35.040 | Eiszeitliche Ränder des Argentals mit Argenaue Eine während der letzten Eiszeit geschaffene geologische Einheit des Urstromtals der Argen vom Delta im Süden bis zur östlichen Kreisgrenze.                                                                                                  | Kressbronn, Langenargen, Neukirch, Tettnang                  | 6                 |      |
| NSG 4.065    | Hermannsberger Weiher Ein abgelassener ehemaliger Weiher, dessen Boden heute von einem Flachmoor mit einer Vielzahl bemerkenswerter Pflanzengesellschaften bedeckt wird. | Achberg                                                      | 3                 |      |
| NSG 4.238    | Hirrensee Reich strukturiertes Ökosystem mit einem nährstoffarmen Flachmoor, Pfeifengrasstreuwiesen, Feucht- und Nasswiesen als Nahrungs- und Lebensraum für gefährdete Wiesenbrüter, Streuobstwiesen und Schilfröhrichtbeständen.                                                           | Tettnang                                                     | 3                 |      |
| NSG 4.310    | Schachried Großflächiger Flachmoorkomplex mit verschiedenen Biotoptypen: Moorböden, Streu- und Pfeifengraswiesen mit floristischen Artenreichtum. | Kressbronn, Tettnang                                         | 2                 |      |
| LSG 4.35.034 | Seenplatte und Hügelland südlich der Argen und Nonnenbachtal Kuppenlandschaft mit eingelagerten Seen, Bachtälern und bewaldeten Hügeln in ihrer landschaftlichen Vielfalt und noch in großer Zahl vorhandenen naturnahen Biotopen (Feuchtgebiete und Halbtrockenrasen).                      | Kressbronn, Tettnang                                         | 23                |      |
| LSG 4.35.001 | Württembergisches Bodenseeufer Naturstrände und Strandwälder des Bodensees mit Schwarz-Pappel- und Eichenbeständen als vorherrschende Ufergehölze. | Friedrichshafen, Kressbronn, Langenargen                     | 1                 |      |

### Flora und Fauna

#### Flora
Pflanzen, die im Anhang II der Richtlinie 92/43/EWG aufgeführt sind:
- Sumpf-Glanzkraut (Liparis loeselii), eine streng geschützte Pflanzenart aus der weltweit mit etwa 300 Arten vertretenen Gattung Glanzkraut (Liparis) in der Familie der Orchideen (Orchidaceae).

#### Fauna
Tierarten, die im Anhang II der Richtlinie 92/43/EWG aufgeführt sind:
- Wirbellose
  - Grüne Flussjungfer (Ophiogomphus cecilia), eine Libellenart aus der Familie der Flussjungfern (Gomphidae), die zu den Großlibellen (Anisoptera) gehören
  - Helm-Azurjungfer (Coenagrion mercuriale), eine Libellenart aus der Familie der Schlanklibellen (Coenagrionidae)
  - Schmale Windelschnecke (Vertigo angustior), eine Schneckenart aus der Familie der Windelschnecken (Vertiginidae)
  - Skabiosen-Scheckenfalter (Euphydryas aurinia), ein Schmetterling (Tagfalter) aus der Familie der Edelfalter (Nymphalidae)
  - Stein- oder Bachkrebs (Austropotamobius torrentium), die kleinste ursprünglich europäische Krebsart
  - Vierzähnige Windelschnecke (Vertigo geyeri), auch eine Schneckenart aus der Familie der Windelschnecken
- Fische
  - Groppe (Cottus gobio), ein kleiner Süßwasserfisch aus der Familie der Groppen (Cottidae)
  - Strömer (Leuciscus souffia), eine zu den Karpfenfischen gehörende Fischart